# Sōma Yoshitane
Sōma Yoshitane (相馬義胤?; 1548 – 1635) è stato un daimyō giapponese del periodo Sengoku appartenente al clan Sōma della provincia di Mutsu.

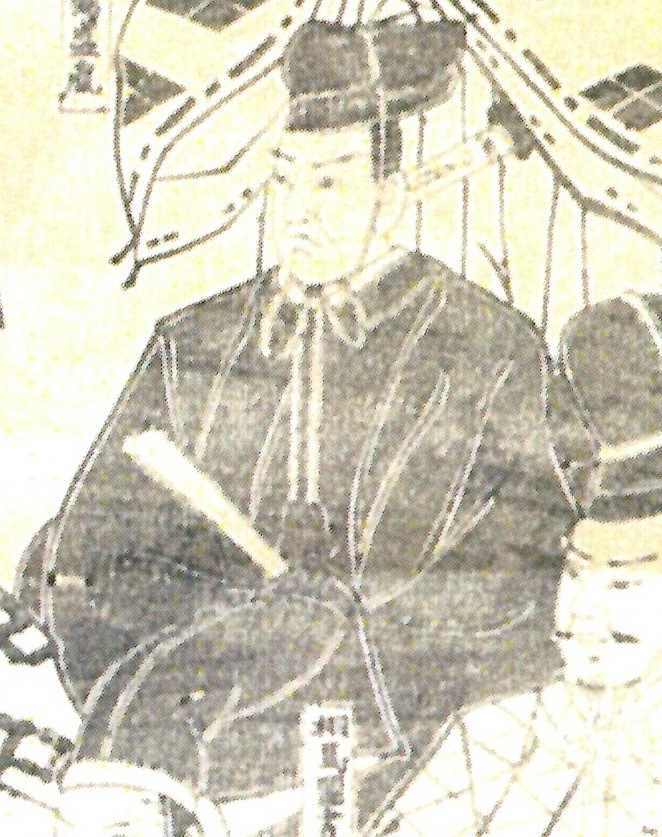
Sōma Yoshitane.

Figlio maggiore di Sōma Moritane, fu il 16º capo del clan Sōma Yoshitane combatté contro il clan Date molte volte, fino alla sua definitiva sconfitta nel 1589. Dopo la sottomissione di Date Masamune a Toyotomi Hideyoshi, anche Yoshitane dichiarò fedeltà a Hideyoshi, ed il suo dominio fu ristabilito nella provincia di Mutsu, a Nakamura. Durante la campagna di Sekigahara, Yoshitane non rispose velocemente alla chiamata alle armi di Tokugawa Ieyasu e fu quindi privato della sua territorio.
Nel corso dell'anno 1604, nacque il nipote di Ieyasu, Iemitsu, ed in questa occasione al clan di Yoshitane furono riassegnati i vecchi domini a Nakamura.
Dopo la morte di Yoshitane gli succedette il figlio, Toshitane.